# 武居哲彦
武居 哲彦（たけい てつひこ、1945年9月24日 - ）は、日本の実業家。アイ・ティー・エックス代表取締役社長を務めた。

## 人物・経歴
長野県出身。1970年成城大学経済学部卒業、オリンパス光学工業（現オリンパス）入社。映像事業企画部長を経て、2002年に大町オリンパス、坂城オリンパスなどの経営統合により岡谷市に設立されたオリンパスオプトテクノロジーの代表取締役社長に就任。オリンパス光学工業辰野事業場長等を経て、2004年アイ・ティー・テレコム代表取締役社長。2005年アイ・ティー・エックス代表取締役社長。